# Asian 5 Nations Division 2 2010
El Asian 5 Nations Division 2 de 2010 fue la quinta edición del torneo de tercera división organizado por la federación asiática (AR).
El campeonato se disputó en la ciudad de Delhi, India.

## Equipos participantes
- Selección de rugby de China
- Selección de rugby de Filipinas
- Selección de rugby de India
- Selección de rugby de Tailandia

## Desarrollo

### Semifinales
| 2 de junio | India | 94 - 0 | China |  |  |

| 2 de junio | Filipinas | 53 - 33 | Tailandia |  |  |

### Tercer puesto
| 5 de junio | Tailandia | 56 - 3 | China |  |  |

### Final
| 5 de junio | India | 12 - 34 | Filipinas |  |  |

| Bandera de Filipinas               |
| Campeón de la División 2 Filipinas |
| Primer título                      |